# Schlacht bei Tagliacozzo
Die Schlacht bei Tagliacozzo vom 23. August 1268 beendete den Versuch Konradins, das Königreich Sizilien von Karl von Anjou für die Staufer zurückzugewinnen.

## Vorgeschichte
Nachdem Karl von Anjou vom Papst mit dem Königreich Sizilien belehnt worden war und dessen staufischen König Manfred, den Onkel Konradins, 1266 in der Schlacht bei Benevent besiegt und getötet hatte, war Konradin im August 1267 in Deutschland aufgebrochen, um sein Erbe zurückzugewinnen. Während ihm die deutschen Fürsten keine nennenswerte Unterstützung gaben, begleiteten ihn einige Angehörige des niederen Adels und der aus seiner Heimat vertriebene Markgraf Friedrich I. von Baden-Österreich. Unterstützt wurde er dabei von den ghibellinischen Städten Mittelitaliens unter der Führung von Pisa und von Revolten, die im Königreich Sizilien gegen die harte Herrschaft Karls von Anjou ausgebrochen waren.

## Schlachtverlauf
Am 18. August 1268 verließ Konradin mit seinem etwa 4.000 bis 4.500 Mann umfassenden Heer, das aus deutschen Rittern, italienischen Ghibellinen, aber auch aus Fußtruppen bestand, Rom, um sich möglicherweise mit den Sarazenen von Lucera (Apulien) zu vereinigen, die gegen Karl von Anjou rebelliert hatten. Dieser zog Konradins Heer mit einem vielleicht 3.000 bis 3.500 Reiter umfassenden Aufgebot entgegen und versuchte, das staufische Aufgebot bei Tagliacozzo zur Schlacht zu stellen. Dieser Versuch misslang jedoch, weil die staufischen Truppen bei Carsoli nach Norden auswichen und über Pietrasecca, Leofreni und die Berge der Abruzzen in das Tal des Salto zogen. Flussaufwärts gelangte das Heer nach Magliano am Rand der Palentinischen Ebene. Dort, zwischen den Orten Magliano und Albe auf der Palentinischen Ebene (und folglich nicht bei Tagliacozzo), fand am 23. August die Entscheidungsschlacht zwischen Konradin, seinen Heerführern und Karl von Anjou statt.
Der Nachteil Karls durch die zahlenmäßige Unterlegenheit wurde durch taktische Überlegenheit, eine erfolgreich angewandte Kriegslist und die Einheitlichkeit des Oberbefehls aufgewogen. Im Kern bestand sein Heer aus französischen Rittern unter Érard de Valéry, die teilweise an den Kreuzzügen teilgenommen und dort arabische Taktiken wie die Scheinflucht gelernt hatten. Beide Heere waren in drei Gefechtsreihen aufgestellt. Konradin befand sich mit Friedrich von Baden-Österreich aufgrund seiner Jugend und Unerfahrenheit in der dritten Reihe. Den tatsächlichen Oberbefehl führten Heinrich von Kastilien und Konradins Marschall Konrad Kropf von Flüglingen. Karl behielt eine Reserve von etwa 1.000 französischen Rittern unter seiner Führung hinter Hügeln verborgen. Die ersten beiden Reihen Karls wurden von den staufischen Truppen unter schweren Verlusten in die Flucht geschlagen und verfolgt. Karl nutzte die Gelegenheit, mit seiner Reserve überraschend die dritte Gefechtsreihe mit Konradin anzugreifen. Zwar griffen von der Verfolgung zurückkehrende Reiter der ersten beiden staufischen Reihen in den Kampf ein, ließen sich aber durch eine Scheinflucht von Teilen der Franzosen täuschen und weglocken. Nach einem erbitterten und sehr verlustreichen Kampf, der insgesamt etwa 4.000 Gefallene forderte, behielt Karl das Feld. Gefangene des staufischen Heeres ließ er noch auf dem Schlachtfeld hinrichten. Konradin konnte zwar zunächst fliehen, wurde aber von Giovanni Frangipani gefangen genommen, an Karl ausgeliefert und am 29. Oktober in Neapel hingerichtet.

## Folgen und Bedeutung
Mit der Niederlage von Tagliacozzo und der anschließenden Hinrichtung Konradins und seiner Gefolgsleute in Neapel trat die Dynastie der Staufer endgültig aus der Geschichte Deutschlands und Italiens ab. Sie bedeutete gleichzeitig den Ruin der ghibellinischen Partei und etablierte für einige Jahre die Vorherrschaft der Franzosen in Italien; Karl von Anjou brach nach der Schlacht den letzten Widerstand gegen seine Herrschaft mit äußerster Härte und ließ Rebellen und Gefolgsleute Konradins gnadenlos jagen und hinrichten. Den dauerhaften Besitz Siziliens konnte er sich jedoch trotzdem nicht sichern, da es 1282 zu einem erfolgreichen Volksaufstand gegen die französischen Fremdherrscher kam, der Sizilianischen Vesper. In deren Folge konnte der Staufererbe Peter III. von Aragón dieses Königreich für sich gewinnen, während Karl lediglich das Königreich Neapel blieb.